# برنامج رائد الأعمال العالمي
برنامج رائد الأعمال العالمي (بالإنجليزية: Global Entrepreneur Programme)‏ هو برنامج لرأسمال استثماري يهدف إلى إنشاء شركات عالمية من الشركات الناشئة، يتخذ من المملكة المتحدة مقرًا إستراتيجيًا وقاعدة للتوسع دوليا. انطلق البرنامج في عام 2003 من قبل دائرة حكومية بريطانية هي المملكة المتحدة للتجارة والاستثمار.

## وصلات خارجية
- الموقع الرسمي